# Nelson-Atkins Museum of Art

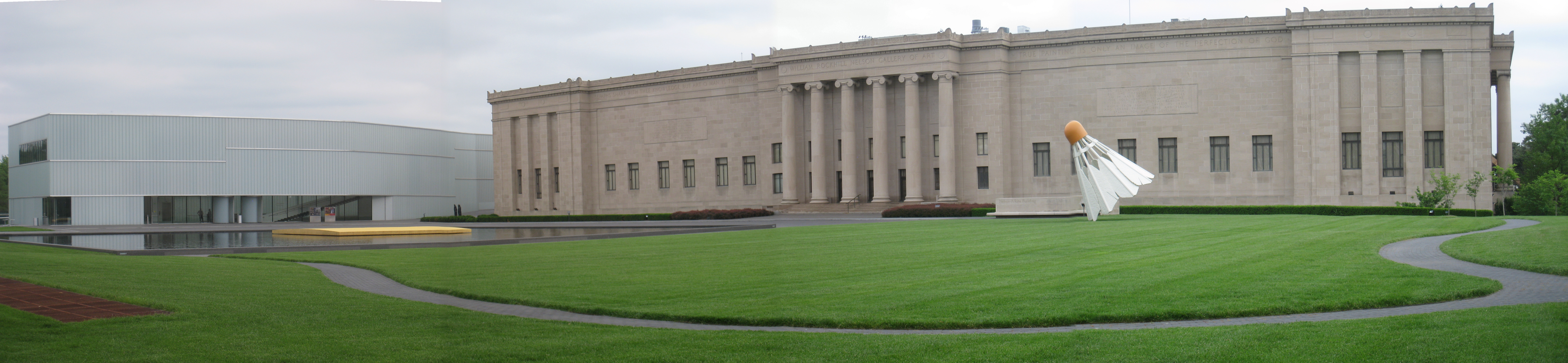
Nelson-Atkins Museum of Art: Rechts der Altbau aus dem Jahr 1933, links das Bloch Building von 2007

Das Nelson-Atkins Museum of Art ist ein Kunstmuseum in Kansas City im US-Bundesstaat Missouri. Es befindet sich in einem parkähnlichen Gelände südwestlich des Stadtzentrums und geht zurück auf Stiftungen der beiden Mäzene William Rockhill Nelson und Mary McAfee Atkins. Das Museum öffnete 1933 erstmals für das Publikum und konnte innerhalb weniger Jahre Sammlungen zur Kunst aller Epochen und Kulturen aufbauen. Schwerpunkte der Sammlung sind die Abteilungen für amerikanische, europäische und asiatische Kunst. Mit mehr als 30.000 Kunstwerken gehört es zu den bedeutendsten Kunstmuseen im Mittleren Westen der Vereinigten Staaten.

## Geschichte
Als William Rockhill Nelson und Mary McAfee Atkins, die beiden späteren Stifter des Museums, um 1880 nach Kansas City zogen, hatte die Stadt rund 55.000 Einwohner und verfügte neben einigen Theatern über keine nennenswerten kulturellen Einrichtungen. In den nächsten 30 Jahren bis 1910 verfünffachte sich die Bevölkerung und Kansas City wandelte sich zu einer modernen Stadt mit Parkanlagen und breiten Boulevards. Maßgeblichen Anteil daran hatte der Stadtplaner und Landschaftsarchitekt George Kessler, der die Stadt im Sinne des City Beautiful Movement umgestaltete. Zu einem seiner wichtigsten Unterstützer gehörte der Immobilienunternehmer William Rockhill Nelson, der als Gründer und Herausgeber der Zeitung The Kansas City Star über wesentlichen Einfluss in der Stadt verfügte.
Nelson ließ sich im Süden der Stadt an der heutigen Oak Street, seinen Landsitz Oak Hall errichten. Das Anwesen auf einem 120.000 m² großen Grundstück bewohnte er bis zu seinem Tod 1915 und verfügte in seinem Testament, dass nach dem Ableben seiner Familie aus seinem Vermögen ein Kunstmuseum zu errichten sei, da ein solches Museum für eine moderne Stadt unbedingt notwendig sei. Seine Frau überlebte ihn nur um sechs Jahre und 1926 verstarb Nelsons Tochter Laura. Gemäß einer Verfügung des Stifters setzten sich danach erstmals die University Trustees of the William Rockhill Nelson Trust zusammen, die aus Vertretern der Universitäten von Missouri, Kansas und Oklahoma bestanden. Diese hatte zunächst die Aufgabe das Vermögen des Stifters zu veräußern. In den Jahren von 1926 bis 1930 verkauften die Trustees die beiden Zeitungen The Kansas City Star und Kansas City Times, Aktien, Grundstücke und Geschäftshäuser in Kansas City sowie persönlichen Gegenstände wie den Familienschmuck.
Irwin R. Kirkwood, der Schwiegersohn Nelsons, offerierte 1927 den Trustees den Landsitz Oak Hall als möglichen Standort für das zu errichtende Museum. Er verstarb noch im selben Jahr und hinterließ dem Museum weitere finanzielle Mittel. Sämtliches Inventar von Oak Hall wurde verkauft und das Gebäude abgerissen, um für den Museumsneubau Platz zu schaffen. Für diesen Standort im Süden der Stadt sprach auch der zeitgleich geplante Umzug des Kansas City Art Institute, einer privaten Kunsthochschule, von der Innenstadt in das gegenüber von Oak Hall gelegene Anwesen Marburg, wodurch sich beide Kulturinstitute Vorteile versprachen. Von der Einrichtung von Oak Hall blieb nur die Bibliothek Nelsons erhalten. Diese war viele Jahre Teil der Museumsausstellung und befindet sich nach einer Neuorganisation der Sammlung im Depot. Auch von den Kunstgegenständen der Familie fanden die meisten Stücke kein Interesse der Trustees und selbst die in Nelsons Besitz befindlichen Gemälde Blick auf Argenteuil von Claude Monet und Pappeln, Sonnenuntergang bei Éragny (Soleil couchant à Éragny) von Camille Pissarro kamen zum Verkauf. Letzteres erwarb das Museum später wieder zurück. Insgesamt ergaben die Verkäufe einen Erlös von zwölf Millionen US-Dollar.
Die andere Namensgeberin des späteren Museums, Mary McAfee Atkins, war eine aus Kentucky stammende Lehrerin und hatte den in Kansas City lebenden Mühlenbesitzer und Immobilienunternehmer James Burris Atkins geheiratet. Sie verfügte nach dessen Tod über ein beträchtliches Vermögen. Angeregt durch mehrere Reisen nach Europa, bei denen sie bedeutende Museen in London, Paris und Dresden besuchte, vermachte die 1911 verstorbene Stifterin in ihrem Testament 300.000 Dollar zur Errichtung eines Kunstmuseums. Ursprünglich sollte mit dieser Stiftung das Atkins Museum of Fine Arts im Penn Valley Park als unabhängiges Museum errichtet werden, aber bedingt durch den Ersten Weltkrieg verzögerten sich entsprechende Bemühungen. Durch geschickte Vermögensverwaltung vergrößerte sich das Stiftungskapital auf 700.000 Dollar im Jahr 1927, als die Nachlassverwalter von Atkins beschlossen, gemeinsam mit denen von Nelson ein Museumsgebäude zu errichten und hierin die beiden Institutionen Mary Atkins Museum of Fine Arts und William Rockhill Nelson Gallery of Art unterzubringen. Zu dieser Entscheidung trug wesentlich Herbert V. Jones bei, der sowohl als Trustee des Nelson-Vermögens als auch als einer der beiden Verwalter des Nachlasses von Atkins fungierte.

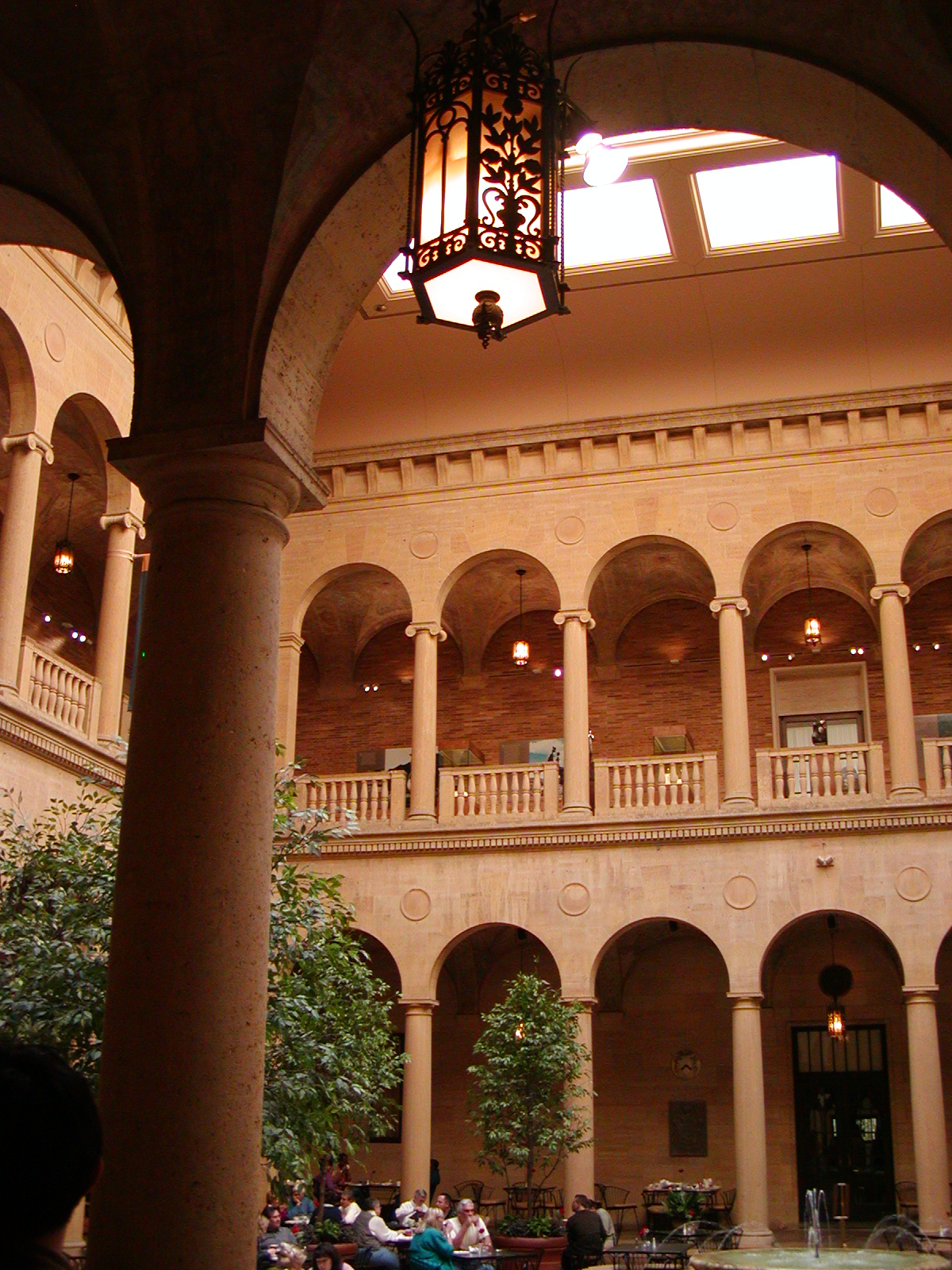
Zentrale Eingangshalle des Museumsaltbaus

1930 begannen sowohl die Bauarbeiten für das Museum, wie auch der Aufbau der Sammlung. Zu dieser Zeit gab es weder einen Direktor noch qualifiziertes Personal für die geplanten Abteilungen des Museums. Erst im Laufe des Jahres konnte Harold Woodbury Parsons vom Cleveland Museum of Art als Berater für den Ankauf europäischer Kunst verpflichtet werden, der erste bedeutende Ankäufe bei Kunsthändlern in New York und London tätigte. Hierbei konnte das Museum von der Weltwirtschaftskrise von 1929 und ihren Folgen profitieren, da auf dem Kunstmarkt zahlreiche hochkarätige Kunstwerke zu moderaten Preisen angeboten wurden. Im Januar 1931 kam Langdon Warner vom Fogg Art Museum als Berater für asiatische Kunst hinzu und 1932 nahm Paul Gardner seine Arbeit als erster Direktor auf.
Die Bauzeit für das Gebäude betrug lediglich zwei Jahre. Ein weiteres Jahr nahm der Innenausbau in Anspruch, bevor der Neubau am 11. Dezember 1933 für das Publikum eröffnet wurde. Der Ostflügel trug den Namen Mary Atkins Museum of Fine Arts und der Westflügel und die große Eingangshalle die Bezeichnung William Rockhill Nelson Gallery of Art. Insgesamt kostete der Neubau 2,75 Millionen US-Dollar, aber nur ein Teil des Gebäudes wurde von Beginn an für das Museum genutzt. Lediglich 36 Räume auf beiden Etagen des Ostflügels dienten der Ausstellung der Sammlung von inzwischen mehr als 4.500 Kunstwerken, während der Westflügel noch leer stand und zukünftigen Erweiterungen dienen sollte. Erst 1949 wurde das Erdgeschoss des Westflügels eröffnet und 1976 auch die zweite Etage komplett genutzt.
In den 1930er Jahren wuchs vor allem die Abteilung für asiatische Kunst. Wesentlichen Einfluss hatte hierbei der in China lebende Laurence Sickmann, der direkt vor Ort chinesische Kunst für das Museum erwarb und 1935 Museumskurator für asiatische Kunst wurde. Er folgte 1953 als Museumsdirektor und blieb bis 1977 in diesem Amt. Sein Nachfolger als Direktor wurde Ralph T. Coe, der bis 1982 dieses Amt innehatte und den Ausbau der Sammlung im Bereich Kunstwerke des französischen Impressionismus förderte. Ihm folgte Marc F. Wilson als Direktor. Anlässlich des 50-jährigen Jubiläums der Museumseröffnung 1983 wurden die beiden bisher formell getrennten Museen zum Nelson-Atkins Museum of Art vereinigt. Unter der Leitung von Wilson erwarb das Museum in größeren Umfang amerikanischer Kunst und mehrere Kunstwerke des 20. Jahrhunderts. In seine Amtszeit fiel auch der Bau des Erweiterungsgebäudes, das seit 2007 als Bloch Building zusätzlich Platz für die Sammlung bietet. 2017 erhielt das Museum eine Schenkung des Mäzens Henry W. Bloch, dem Mitbegründer der Steuerberatungsgesellschaft H&R Block, mit Werken impressionistischer und spätimpressionistischer Malerei.
Seit 2010 leitet Julián Zugazagoitia das Museum mit seinen mehr als 30.000 Kunstwerken.

## Die Gebäude

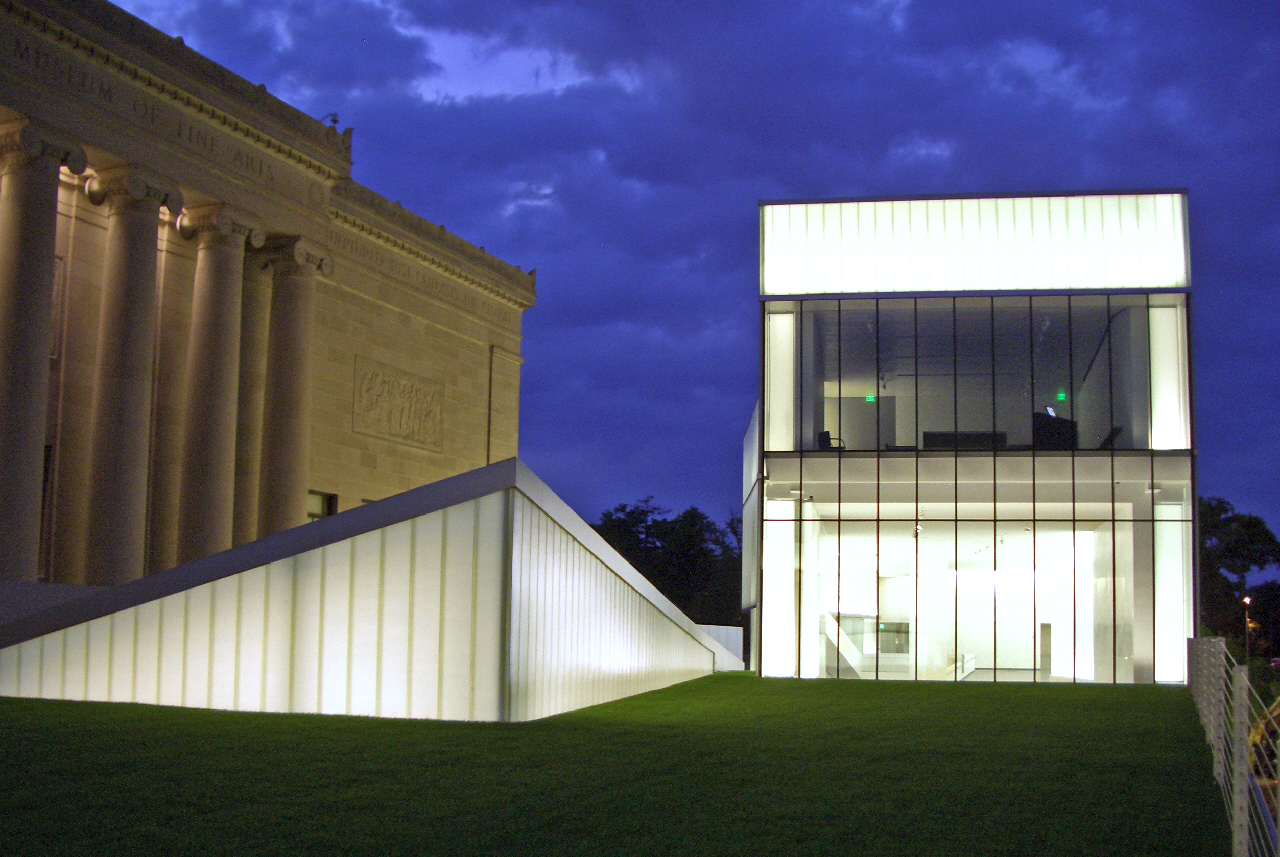
Bloch Building: 2007 eröffneter Erweiterungsbau

Für den zu errichtenden Bau wählten die Trustees die Architekten Thomas Wight (1874–1949) und William Wight (1882–1947) von der in Kansas City ansässigen Firma Wight and Wight. Ihr Entwurf ist ein 120 Meter langer und 53 Meter tiefer moderner Stahlskelettbau, der sich äußerlich als Gebäude im Stil des Neoklassizismus zeigt. Der für die Fassade verwandte gelbbraune Kalkstein stammt aus Indiana, der Heimat des Stifters William Rockhill Nelson. Sie ist geschmückt mit 23 Reliefs des Bildhauers Charles Keck, die die Besiedlung des amerikanischen Westens zeigen. Jeder der Gebäudeseiten ist mittig ein Portikus vorgelagert. In der Mitte des Gebäudes liegt die 12 Meter hohe Eingangshalle Kirkwood Hall, deren zweigeschossige Arkadengänge im Stil der Renaissance gehalten sind. An diese Halle schließen sich die beiden Ausstellungsflügel an. Vor der Südfassade des Museums öffnet sich über mehrere Terrassen das parkartig gestaltete Gelände zum Flusslauf des Brush Creek. Diese Fläche dient als Skulpturengarten des Museums und zeigt beispielsweise einen Abguss von Auguste Rodins Der Denker in der Monumentalversion oder übergroße Federbälle von Claes Oldenburg.
Der 1933 eingeweihte Bau des Nelson-Atkins Museum of Art blieb in seiner Architektur mehr als 70 Jahre nahezu unverändert und bot der stetig wachsenden Sammlung ausreichend Platz. Die Museumsleitung entschloss sich 1999 einen Wettbewerb für einen Erweiterungsbau auszuloben, aus dem der Architekt Steven Holl als Sieger hervorging. Dieser hatte zuvor mit dem Kiasma-Museum in Helsinki bereits einen vielbeachteten Museumsneubau fertig gestellt. Sein Entwurf für den Erweiterungsbau in Kansas City stellt architektonisch einen Kontrapunkt zum Altbau dar. Der langgestreckte Neubau ist seitlich quer vom Ostflügel des Altbaus gelegen und mit diesem unterirdisch verbunden. Auch der Großteil des Gebäudes selbst liegt unter der Erdoberfläche und nur fünf gläserne Pavillons sind oberirdisch sichtbar. Der Neubau wurde am 9. Juni 2007 als Bloch Building eröffnet. Namensgeber sind Henry W. Bloch und seine Ehefrau Marion, die das Museum mehrfach als Mäzene unterstützten. Henry W. Bloch war zudem Vorsitzender des Kuratoriums des Museums.

## Die Sammlung

### Kunst der Antike
Diese Abteilung zeigt Kunst der Antike aus dem Nahen Osten, Griechenland und dem Römischen Reich. Zu den frühesten Erwerbungen des Museums gehört eine Gruppe von archäologischen Fundstücken aus Lagaš, dem heutigen Tell el-Hiba im Irak. Darunter befindet sich eine kniende männliche Figur aus Bronze aus dem 3. Jahrtausend v. Chr. Ein weiteres Exponat ist ein assyrisches Relief mit der Darstellung einer beflügelten männlichen Figur mit einer Dattelpflanze aus der Zeit um 884/860 v. Chr. Aus Persepolis zeigt das Museum eine Kalksteinfigur in Form eines Stieres aus dem späten 6./ frühen 5. Jahrhundert v. Chr. Weitere Fundstücke stammen aus Tepe Yahya und Hafaǧi.
Die Altägyptische Kunst ist im Museum vertreten durch Exponate aus verschiedene Epochen und Fundorten. So stammt eine sitzende männliche Figur aus der Nekropole von Gizeh und zeigt den Steuerbeamten Nefu (V. Dynastie). Aus Sakkara stammen verschiedene Darstellungen des Aufsehers Metjetji. Das Museum besitzt sowohl eine etwa 80 cm hohe Holzskulptur von ihm und zeigt darüber hinaus zwei Kalksteinreliefs, die teils farbige Malereien aufweisen. Auf diesen ist er mal mit seinen Söhnen, mal mit einem Sohn und einer Tochter dargestellt (V. Dynastie). Weiterhin zeigt das Museum den aus gelben Quarzit gefertigten Kopf des Pharao Sesostris II. (XII. Dynastie). Zu den weiteren Stücken dieses Sammlungsgebietes gehören eine gemalte Bankettszene aus Theben (XVIII. Dynastie), ein Relief mit der Prinzessin Maketaton aus Tell el-Amarna (XVIII. Dynastie), ein Relief mit der Darstellung des Pharao Ramses II. (XIX. Dynastie), aus ptolemäischer zeit die Figur des Horus als Falke aus Basalt und aus römischer Zeit ein hölzernes Mumienporträt einer Frau.
Aus dem antiken Griechenland ist im Museum eine Bauchamphore mit Deckel zu sehen, deren rotfigurige Malerei die Wahl der Waffen des Achilleus zeigt. Ein weiteres Exponat ist die Marmorskulptur eines Löwen (möglicherweise aus Attika) aus der Zeit um 325 v. Chr. Eine kniende Figur des Satyr aus Bronze (2. Jahrhundert v. Chr.) und aus gleicher Zeit eine Figur des Herakles (römische Kopie nach griechischem Vorbild) gehören zu den weiteren Exponaten.
Einige wenige Stücke besitzt das Museum aus etruskischer Zeit, darunter eine Bronzestatue des Herakles aus dem 4. Jahrhundert v. Chr. und die Statuette eines Kriegers aus Apiro 460/450 v. Chr. Aus römischer Zeit befinden sich in der Sammlung eine goldene Halskette mit Münzen, die Kaiserporträts zeigen (um 238/43 n. Chr.), eine Elfenbeinskulptur mit dem Motiv des Achilleus und der Penthesilea (1. Jahrhundert v./n. Chr.) und Marmorbüsten des Kaisers Hadrian (130 n.. Chr.) und seines Günstlings Antinoos (140 n. Chr.). Zudem ist im Museum ein figuratives Relief vom Sarkophag der Praecilia Severiana zu sehen (225/250 n. Chr.).

### Asiatische Kunst

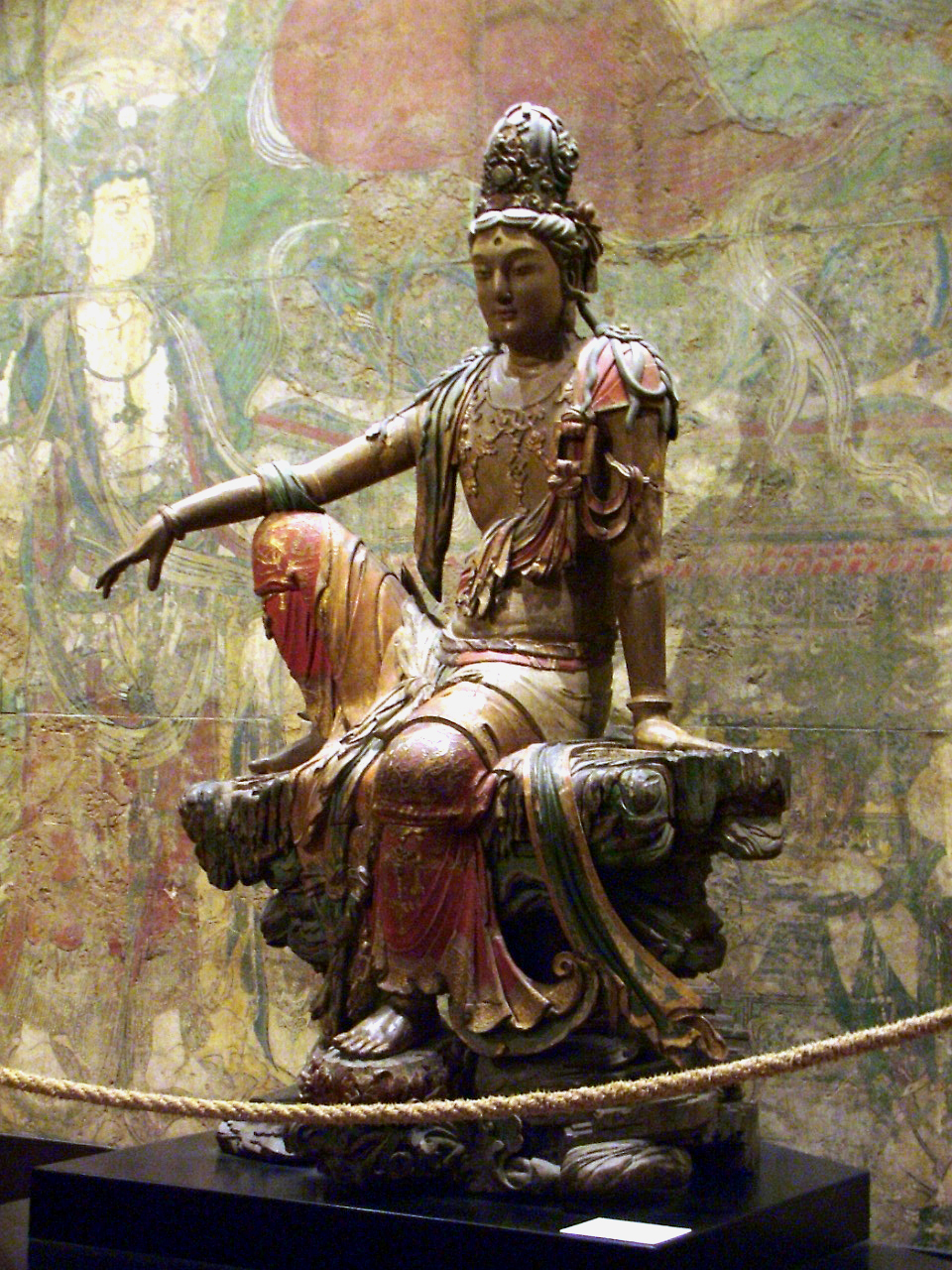
Bodhisattva, chinesische Holzskulptur aus der Liao-Dynastie

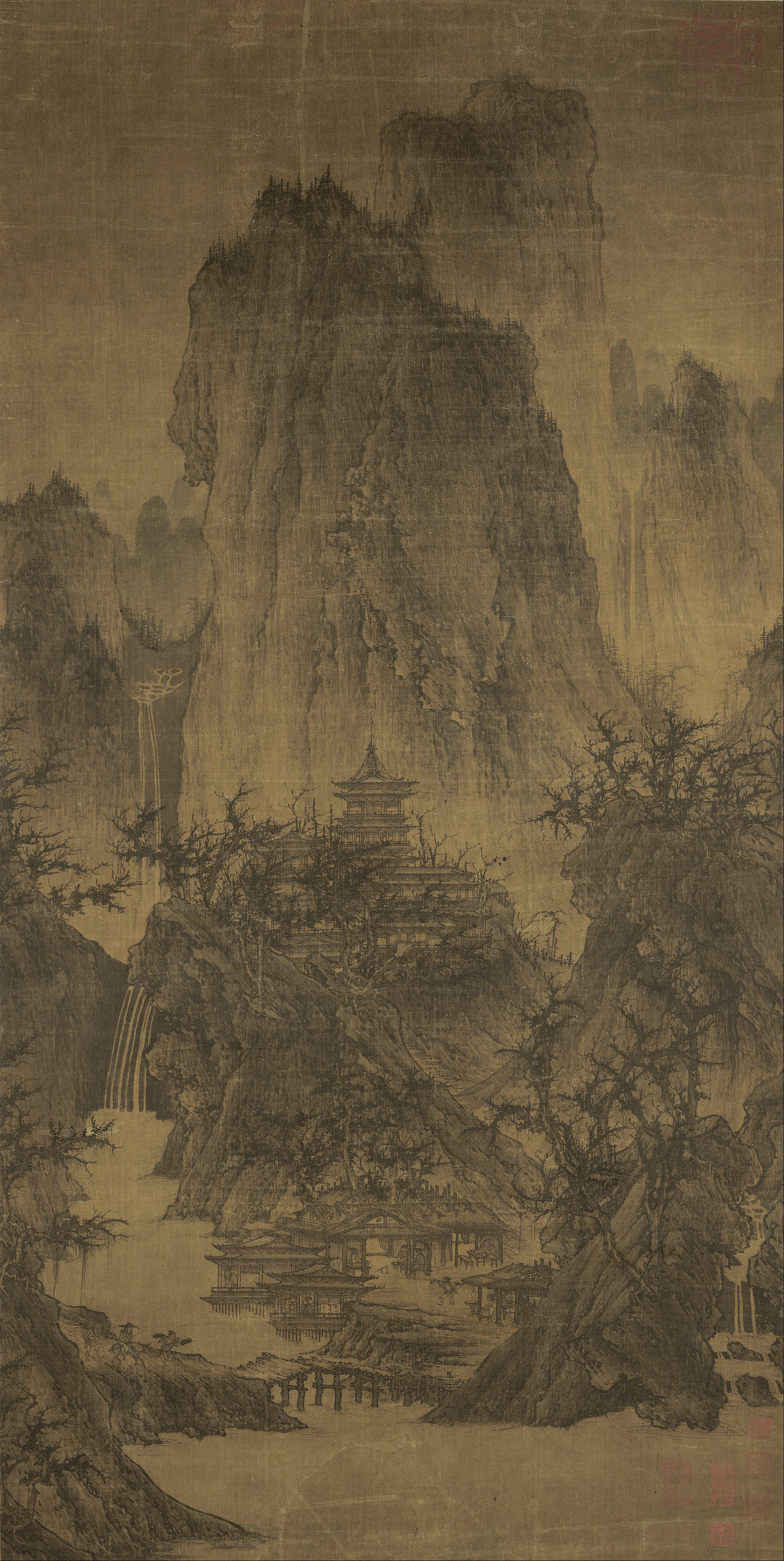
Lǐ Chéng (zugeschrieben): Tempel in felsiger Landschaft, China um 960

Die Sammlung asiatischer Kunst gehört von Umfang und Qualität zu den bedeutendsten ihrer Art in den Vereinigten Staaten. Ein besonderer Schwerpunkt innerhalb dieser Sammlung ist die Abteilung für chinesische Kunst. Zu den frühesten Objekten gehören Dolche aus der Shang-Dynastie. Diese um 1200 v. Chr. entstanden Ausstellungsstücke weisen Klingen aus Jade und Griffe aus Bronze auf, Materialien die auch bei späteren Objekten vielfach Verwendung fanden. Aus dem 12.–11. Jahrhundert v. Chr. – ebenfalls Shang-Dynastie – zeigt das Museum reich verzierte rituelle Wein- und Kochgefäße aus Yinxu. Ebensolche Gefäße aus dem 11.–10. Jahrhundert v. Chr. besitzt das Museum aus der westliche Zhou-Dynastie. Aus derselben Dynastie findet sich in der Sammlung zudem eine zoomorphische Spirale aus Bronze, die auf das frühe 9. Jahrhundert v. Chr. datiert wird und eine bronzene Tigermaske aus dem 10.–9. Jahrhundert v. Chr. Weitere Bronzegegenstände – darunter eine rituelle Glocke aus dem 5. Jahrhundert v. Chr. und Kleinplastiken wie Pferdedarstellungen aus dem 3. Jahrhundert v. Chr. – zeigt das Museum aus der östlichen Zhou-Dynastie. Aus der Han-Dynastie befinden sich verschiedene Töpferwaren wie Vasen und Schüssel in der Sammlung. Darunter gibt es eine Weinkanne mit auffälliger Entenkopfdarstellung und das Modell eines dreistöckigen Wachturms mit Figuren. Weitere Kleinplastiken aus Ton besitzt das Museum aus der Wei-Dynastie. Diese aus dem 6. Jahrhundert stammenden Objekte zeigen beispielsweise ein paar Akrobaten oder zwei Männer die eine Trommel tragen. Ein um 740 nach Chr. gearbeiteter Spiegel aus versilberter Bronze mit Tierdarstellungen ist eines der Beispiele für Kunsthandwerk der Tang-Dynastie. Weitere Objekte dieser Periode aus Ton zeigen Pferde, Kamele oder Krieger. Aus späteren Epochen finden sich unter den Plastiken aus Holz oder Bronze die Buddha oder Bodhisattva darstellen, aber auch Löwen- und Drachenfiguren aus Stein.
Zu den frühesten Porzellanen im Museum gehören Vasen aus dem 10. Jahrhundert der Liao-Dynastie. Daneben gibt es glasiertes Steingut, wie eine reich verzierte Vase mit Drachendekoration aus der Song-Dynastie. Ein Beispiel für glasiertes Porzellan ist eine Guanyin-Figur aus der Yuan-Dynastie. Besonders farbige Objekte wie Vasen, Teller und Figuren finden sich in der Sammlung aus der Ming-Dynastie. Zu den umfangreichen Beständen der Qing-Dynastie gehören Kleinplastiken wie beispielsweise zwei Ratten aus Biskuitporzellan, die auf die Zeit 1736–95 datiert sind. Weitere Kleinplastiken aus Jade zeigen ebenso tierische Motive wie Kamele, Affen oder Löwen. Im Bereich des Kunsthandwerks finden sich zudem eine Anzahl von Lackarbeiten wie Dosen und Teller, die teils mit Intarsien aus Silber versehen sind. Einige Möbel der Ming-Dynastie und Qing-Dynastie wie Esstische, Stühle Tabourets, Bücherschränke und ein Himmelbett mit Alkoven gehören ebenfalls zu diesem Sammlungsgebiet.
Besonders reichhaltig ist die Sammlung chinesischer Malerei. Die Darstellungen stammen von der Tang-Dynastie bis zur Qing-Dynastie und zeigen meist Landschafts- oder Tiermotive, vereinzelt auch Personenbildnisse. Hierunter befinden sich Arbeiten namhafter Künstler wie Lǐ Kàn, Rèn Rénfā, Wáng Fú, Shěn Zhōu, Zhou Chen, Chén Chún, Lù Zhì und Qiú Yīng. Weitere Kunstwerke stammen von Wén Zhēngmíng, Ding Yunpeng, Dǒng Qíchāng, Kūn Cán, Yun Shouping, Gōng Xián, Yuan Jiang, Zhū Dā, Gāo Qípeì, Zha Shibiao, Shi Tao, Luó Pìn und Jin Nong.
Im Bereich der japanischen Kunst verfügt das Museum über eine Sammlung glasierter Töpferware aus der Azuchi-Momoyama-Zeit und eine größere Gruppe von Porzellanen mit reich verzierter Malerei aus der Edo-Zeit. Darüber hinaus zeigt das Museum verschiedene Lackarbeiten wie Sakefläschchen, Dosen, und Möbel. Weitere bedeutende Ausstellungsstücke sind eine Samurairüstung aus der Azuchi-Momoyama-Zeit, Seidengewänder und Nō-Masken. Im Bereich der Bildhauerei gehören Holzskulpturen aus der Heian-Zeit zu den besonders frühen Exponaten. Sie stellen Krieger oder Ksitigarbha dar. Weitere Holzfiguren stammen aus der Kamakura-Zeit und der Edo-Zeit. Besonders umfangreich sind die Bestände an japanischer Malerei. Zu den ausgestellten Arbeiten, gehören Werke von Künstlern wie Tawaraya Sōtatsu, Katsushika Hokusai, Maruyama Ōkyo, Sakai Hōitsu und Yamamoto Baiitsu. Weitere im Museum vertretene Künstler sind Shiokawa Bunrin, Torii Kiyomasu I., Tōshūsai Sharaku, Kitagawa Utamaro, Tomioka Tessai und Tsukioka Yoshitoshi.
In der Abteilung für indische Kunst finden sich verschiedene Sandsteinköpfe aus Mathura, die aus dem 1.–3. Jahrhundert stammen. Ebenfalls aus dieser Gegend kommt eine Bronzeplastik einer Yaksha aus dem 2. Jahrhundert. Weiterhin gibt es verschiedene skulpturale Buddha-Darstellungen. Aus Dhanesar Khera in Uttar Pradesh stammt ein um das Jahr 400 als stehende Figur geschaffener bronzener Buddha, während ein anderer Stehender Buddha aus der Region Kaschmir aus Bronze mit Einlegearbeiten aus Silber aus dem 10.–11. Jahrhundert datiert wird. Weitere bildhauerische Werke zeigen Surya, Vishnu, Ganesha oder Shiva. Zudem beherbergt das Museum indische Malerei aus vom 15.–19. Jahrhundert. Aus Südostasien besitzt das Museum einige Skulpturen aus Indonesien (Java), Kambodscha und Thailand.
Aus Nepal und Tibet zeigt das Museum einige Kleinskulpturen aus dem 14.–18. Jahrhundert, die die Bodhisattva darstellen, sowie tibetische gewebte Rollbilder, so genannte Thangka. Aus Persien finden sich in den Beständen aufwendig gestaltete und mit Malereien versehene Teller. Die meist aus glasierten Steingut gearbeiteten Objekte stammen teils aus der Stadt Kaschan. Unter den Metallarbeiten befindet sich ein bronzenes Weihrauchgefäß in Form eines Tigers aus dem 12. Jahrhundert, der möglicherweise aus der Umgebung von Chorasan stammt. Darüber hinaus besitzt das Museum einige persische Handschriften und Malereien auf Papier sowie Teppiche aus dem 17. Jahrhundert.

### Kunst aus Afrika, Ozeanien sowie der indigenen Völker Amerikas
Erst Ende der 1950er Jahre begann mit dem Ankauf zweier Skulpturen aus dem Königreich Benin der systematische Aufbau der afrikanischen Sammlung. Hierzu gehörte die Darstellung von Kriegern auf einer Messingplatte aus dem 16. oder 17. Jahrhundert. Ein weiteres Stück aus dem Königreich Benin zeigt den Kopf der Göttin Obba. Aufwendig verziert ist ein Hocker aus Holz mit Silberarbeiten der Aschanti im heutigen Ghana aus dem 19. Jahrhundert. Weitere Skulpturen, Masken und Trinkgefäße besitzt das Museum aus den heutigen Staaten Demokratische Republik Kongo, Republik Kongo, Gabun, Kamerun, Nigeria, Elfenbeinküste und Mali.
Eine kleine Zahl von Objekten stammt aus der Region Ozeanien. Die meist aus Holz gearbeiteten Exponate stammen aus Melanesien, Mikronesien und Polynesien. Besonders reich verzierte und farbenreiche Stücke stammen aus Papua-Neuguinea und von den Māori in Neuseeland.
Präkolumbische Kunst umfasst im Museum Exponate der Maya, Zapoteken, Mixteken, Azteken und Inka. In diesem, erst seit 1959 begonnenen Sammlungsteil finden sich beispielsweise eine goldene Adlerskulptur aus dem Diquis Delta in Costa Rica, eine aus Ton gefertigte Urne mit aufwendigem Figurenschmuck der Zapoteken aus Monte Albán in Mexiko oder eine ebenfalls aus Ton gearbeitete Figur eines stehenden Kriegers der Maya. Weiter Stücke sind ein Umhang aus Stoff mit Federn der Chimú-Kultur oder eine Tonvase der Moche-Kultur (beide im heutigen Peru).
Darüber hinaus stellt das Museum seit seiner Eröffnung 1933 Kunstwerke der nordamerikanischen Indianer und Eskimos aus. Hierunter befinden sich ebenfalls präkolumbische Stücke, wie Tongefäße der Pueblo de Cochiti und der Anasazi aus dem heutigen Bundesstaat New Mexico. Der überwiegende Teil stammt hingegen aus dem 18. bis frühen 20. Jahrhundert. Zu den Exponaten gehört ein Dolch mit einer Vogelkopfverzierung des Volkes der Tlingit aus Alaska, ein aus Tiermaterialien gefertigte Brustplatte der Cheyenne, Korbwaren der Apachen aus Arizona, der Tsilhqot'in aus British Columbia und der Hoopa und Chumash aus Kalifornien. Darüber hinaus gibt es gewebte Stoffe der Navajo aus Arizona, eine Kultpuppe der Lenni Lenape, Federschmuck der Cheyenne oder Bekleidung der Absarokee und der Blackfoot sowie eine Hamatsa-Maske in Form eines Vogelkopfes der Kwakwaka'wakw. Von den Eskimos aus Alaska besitzt das Museum beispielsweise eine Holzmaske mit Federn aus dem 19. Jahrhundert oder eine mit Tierdarstellungen in Elfenbein gearbeitete Pfeife aus dem 18. Jahrhundert.

### Europäische Kunst

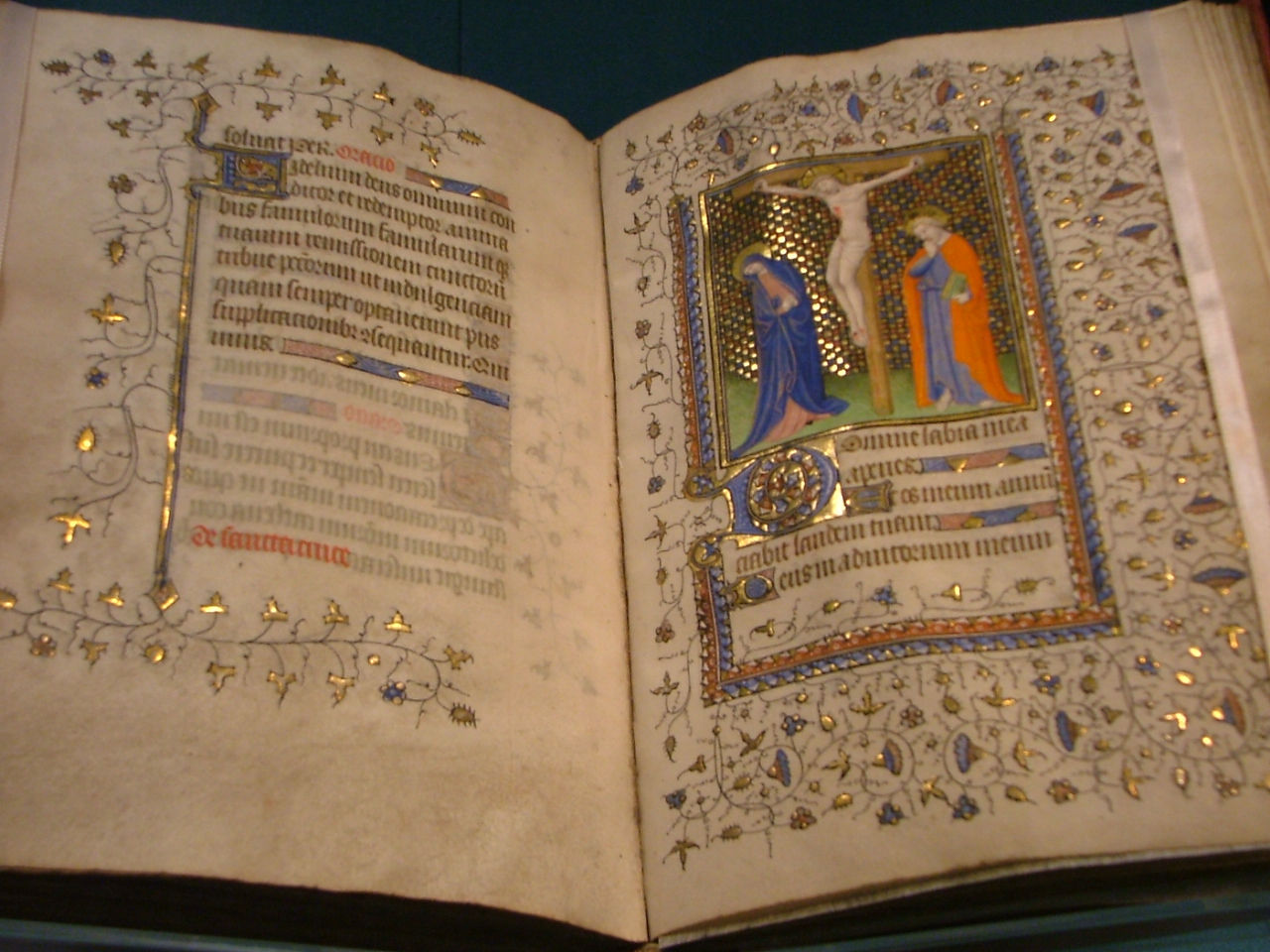
Französische Handschrift, um 1412

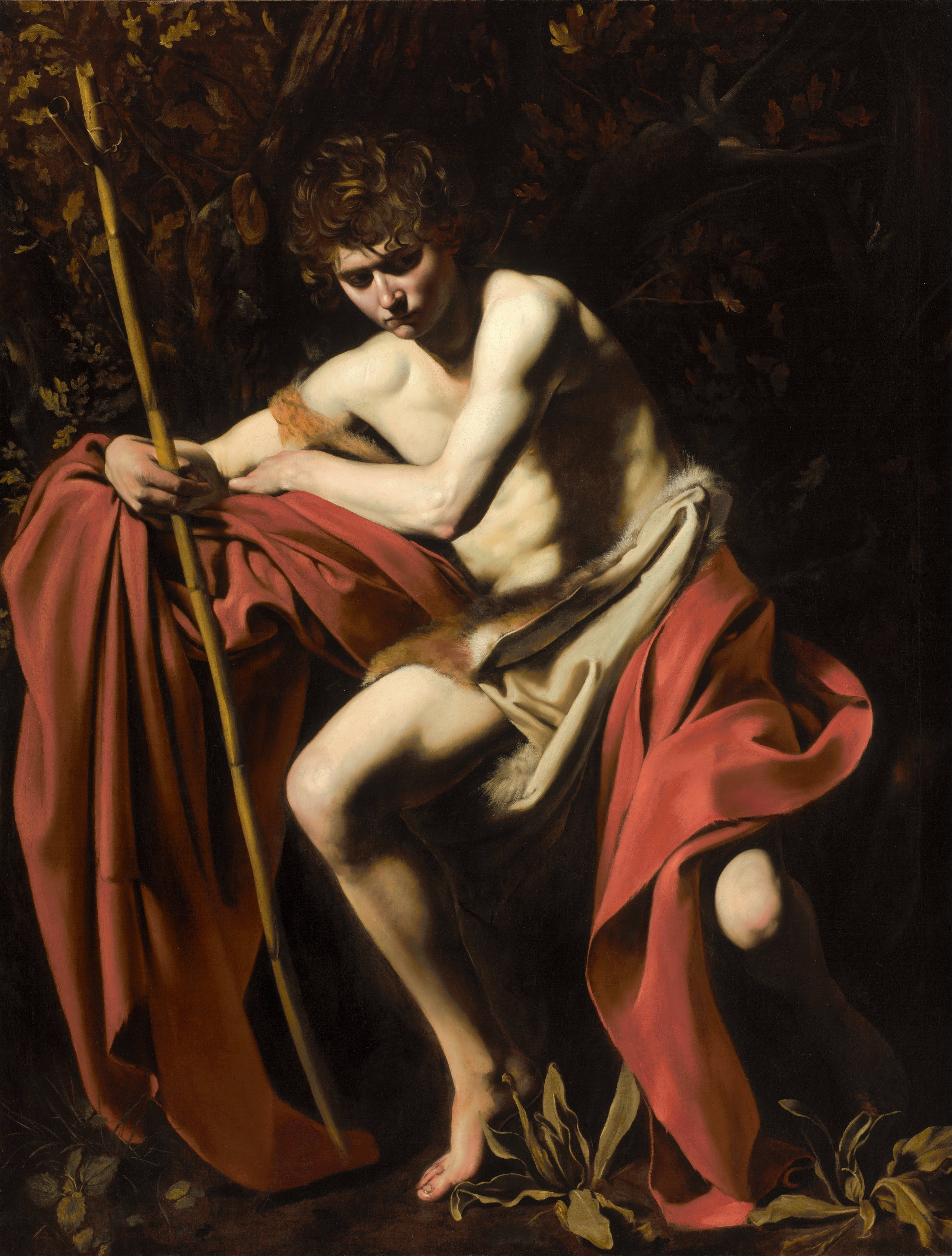
Caravaggio: Johannes der Täufer, 1604–5

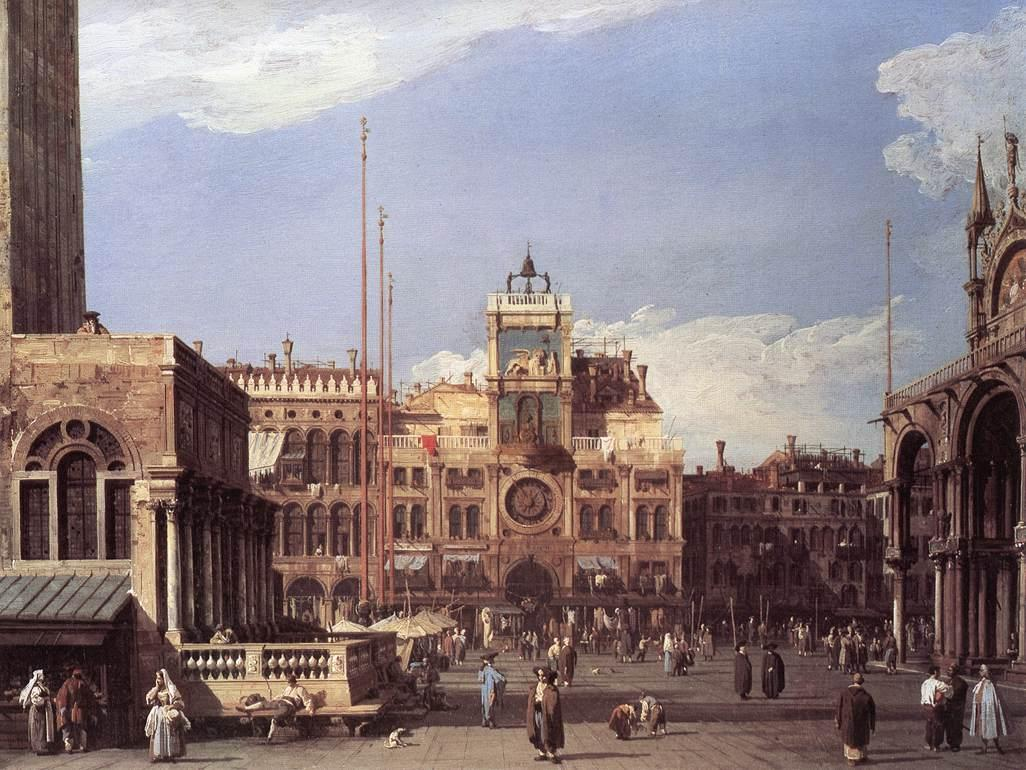
Canaletto: Piazza San Marco mit dem Uhrenturm, um 1730

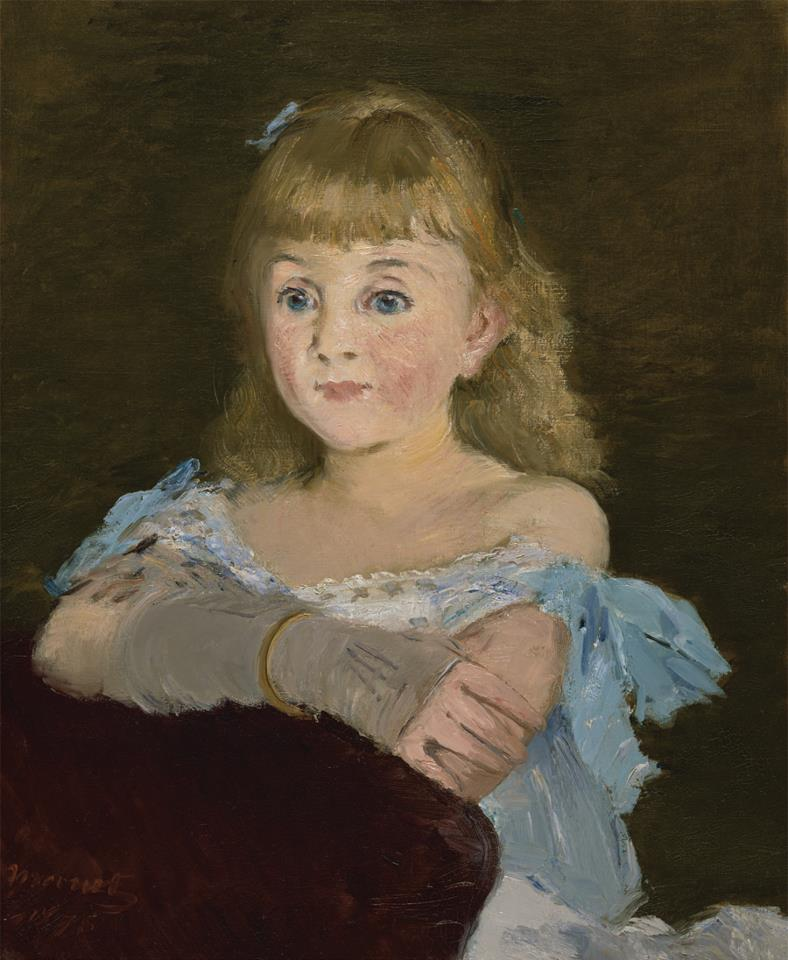
Édouard Manet: Porträt der Lise Campineanu, 1878

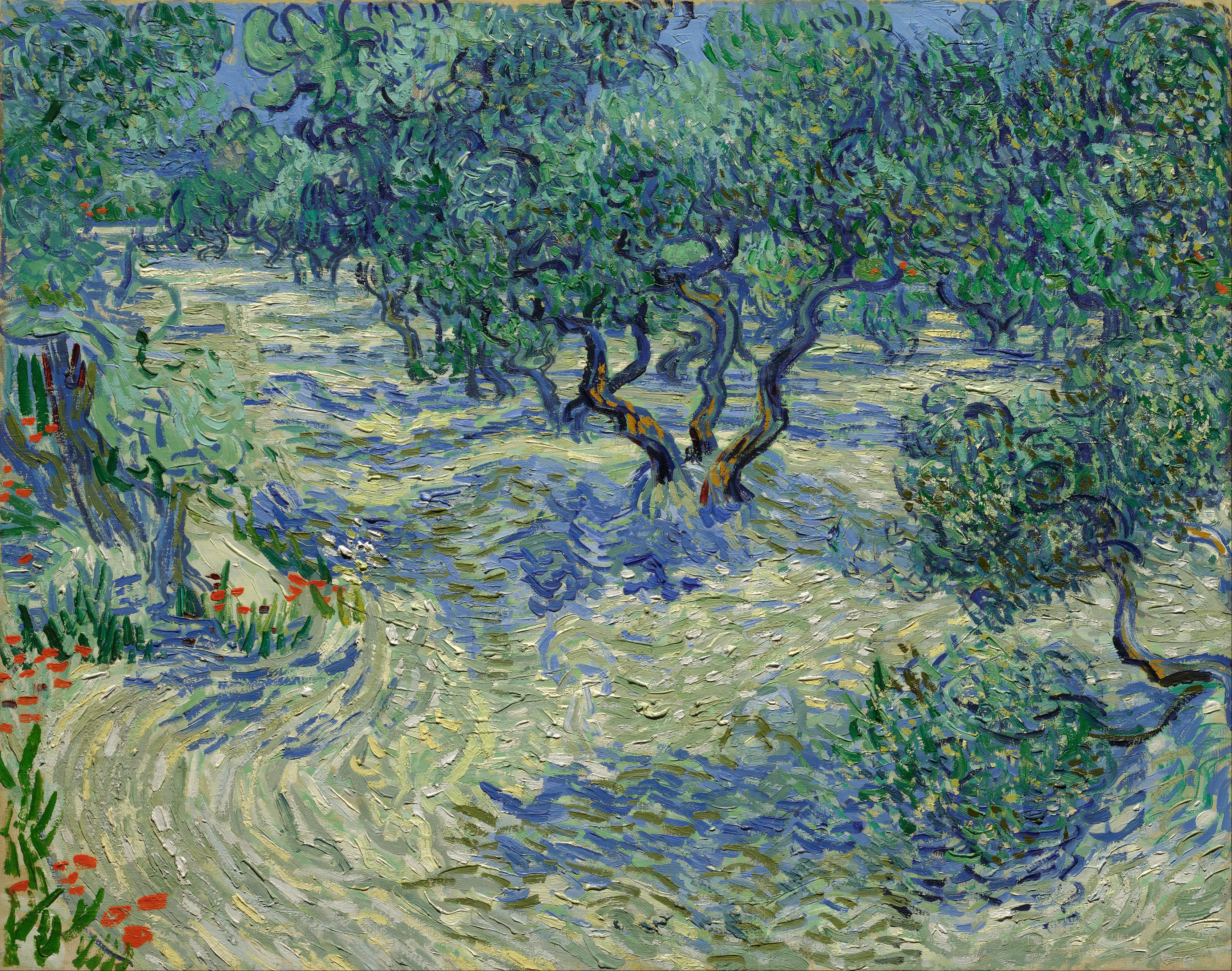
Vincent van Gogh: Olivienhain, 1889

In der Abteilung für europäische Kunst finden sich Objekte von der Romanik bis zur Gegenwart. Zu den frühesten Sammlungsstücken gehören Artefakte aus europäischen Kirchen und Klöstern wie Kapitelle aus dem 12. Jahrhundert. Diese aus Frankreich, Italien und Katalonien stammenden Bildhauerarbeiten zeigen in Stein gehauene Personen- und Tierdarstellungen. Aus der Zeit 1225–1250 stammt ein französisches Reliquiar mit reich verzierten Bronzebeschlägen. Im Bereich der mittelalterliche Skulpturen zeigt das Museum eine katalanische Kreuzigungsdarstellung aus bemaltem Holz aus dem 13. Jahrhundert, eine französische Madonnenstatue aus Elfenbein oder ein bronzenes Aquamanile deutscher Herkunft. Zu den bedeutenden Stücken gehört zudem eine auf 1510 datierte Madonna aus Lindenholz von Tilman Riemenschneider. Darüber hinaus besitzt das Museum einige mittelalterliche Handschriften.
Zu den bedeutenden Werken der frühen Renaissancemalerei gehören italienische Arbeiten wie Die thronende Jungfrau mit Heiligen und Engeln von Bernado Daddi, Heiliger Petrus von Bartolo di Fredi und Jungfrau mit Kind von Lorenzo Monaco. Weitere italienische Arbeiten sind eine Jungfrau mit Kind von Giovanni Bellini und Die Jungfrau mit Kind und Johannes der Täufer als Kind von Lorenzo di Credi. Frühe Werke der nördlichen Schulen sind Die heilige Familie von Petrus Christus, Porträt des Jean de Carondelet von Jan Gossaert, Jungfrau mit der Nelke von Joos van Cleve und Das Jüngste Gericht und Die drei Grazien von Lucas Cranach dem Älteren. Weitere bedeutende Gemälde der Renaissance sind Porträt des Antoine Perrenot de Granvelle von Tizian, Porträt eines jungen Mannes von Bronzino, Christus und der Centurio von Paolo Veronese und Magadalena als Büßerin und Porträt eines Mönchs von El Greco. Neben einigen Druckgrafiken – beispielsweise von Andrea Mantegna oder Albrecht Dürer – zeigt das Museum aus der Renaissance auch Skulpturen, wie einen Merkur von Giovanni Bologna, sowie italienische Majolika, eine aus Italien stammende Prunktruhe, sowie verschiedene Tapisserien.
Die Zeit des Barock ist im Museum ebenso reichhaltig wie qualitätsvoll repräsentiert. Zu den Höhepunkten der Sammlung gehört hier das Gemälde Johannes der Täufer von Caravaggio. Weitere italienische Barockbilder sind Heiliger Franziskus von Guido Reni, Heilige Cecilie von Bernardo Strozzi, Hochzeitsfest zu Kanaa von Sebastiano Ricci, Die Erscheinung des Engels vor Hagar und Ismael von Giovanni Battista Tiepolo und Der Uhrenturm an der Piazza San Marco von Canaletto. Hinzu kommen Bilder spanischer Künstler wie Die Grablegung der Heiligen Katharina von Alexandrien von Francisco de Zurbarán und Das Martyrium des Heiligen Laurentius von Jusepe de Ribera.
Neben flämischer Malerei – beispielsweise Das Opfer des Isaak von Peter Paul Rubens oder Sommerernte von Pieter Brueghel dem Jüngeren – gibt es einen umfangreichen Bestand an niederländischer Malerei des Barock. Hierzu gehören Porträt eines jungen Mannes von Rembrandt van Rijn, Porträt eines Mannes von Frans Hals, Selbstbildnis im Alter von 50 Jahren und Gerard Dou und Interieur mit Jan Steen und Jan van Goyen von Jan Steen. Weitere niederländische Werke sind Das Martyrium des Heiligen Sebastian von Joachim Wtewael, Die Enthauptung Johannes des Täufers von Hendrick ter Brugghen, Christus wird mit Dornen bekrönt von Dirck van Baburen, ein Stillleben von Pieter Claesz, ein Seestück von Willem van de Velde dem Jüngeren, sowie Straße im Wald von Meindert Hobbema und Vögel vor den Toren eines Palastes von Melchior de Hondecoeter.
Französische Malerei des Barock ist in der Sammlung beispielhaft vertreten durch Werke wie Der Triumph des Bacchus von Nicolas Poussin, Landschaft mit Wassermühle von François Boucher, Mühle am Tiber von Claude Lorrain, Stillleben mit Fisch und Katze von Jean Siméon Chardin oder die beiden Hafenansichten Hafen mit antiken Ruinen und Hafen mit Pyramide von Claude Joseph Vernet. Bereits am Übergang zum Rokoko steht das Porträt Augusts des Starken von Nicolas de Largillière. Hinzu kommen das Porträt Marie-Gabrielle de Gramont von Élisabeth Vigée-Lebrun oder Die Terrasse am Château de Marly von Hubert Robert. Das Museum zeigt zudem eine Sammlung englischer Barockmalerei, zu der einige Miniaturen gehören. Ein Beispiel hierfür ist das von Nicholas Hilliard gemalte Porträt des George Clifford, 3. Earl of Cumberland. Zu den frühesten Erwerbungen des Museums gehört das Porträt Sir George Cooke, Bart. von Joseph Wright of Derby, von dem das Museum zudem die Landschaft am Wyburn Lake zeigt. Ein weiteres englisches Landschaftsbild ist Thomas Gainsboroughs Gemälde Repose.
Auch die Abteilung mit Kunst des Barock ist Reich an grafischen Beständen. Hier finden sich unter anderem Arbeiten von Francesco Guardi, Jean-Antoine Watteau, Poussin oder Rembrandt. Darüber hinaus zeigt das Museum eine umfangreiche Sammlung an Kunsthandwerk dieser Epoche. Hierzu zählen englische Silberarbeiten, wie eine Tasse mit Deckel aus der Werkstatt des David Williaume I., oder Porzellane der Manufakturen Meißen, Höchst, Sèvres, Sceaux und Vincennes. Hinzu kommen Barockmöbel wie ein englischer Bücherschrank, ein aus Deutschland stammender Sekretär mit aufwendigen Einlegearbeiten, französische Tische und Uhren.
Den Schwerpunkt bei den Beständen mit europäischer Malerei des 19. Jahrhunderts liegt bei französischen Künstlern. Die Werke reichen von dem Porträt des Bildhauers Paul Lemoyne von Jean-Auguste-Dominique Ingres über Der Eid des Brutus nach dem Tod der Lucretia von Théodore Géricault bis zu Christus im See von Galilia von Eugène Delacroix. Zeitlich schließen sich hieran an die Gemälde Warten von Jean-François Millet, Ansicht des Gardasee von Jean-Baptiste Camille Corot und Portrait de Jo von Gustave Courbet. Hinzu kommt eine Gruppe mit impressionistischen Malerei, zu der die Bilder Boulevard des Capucines und Mühle bei Limetz von Claude Monet, Der Garten von Les Mathurins in Pontoise, Waldlandschaft bei L’Hermitage, Pontoise und Pappeln, Sonnenuntergang bei Eragny von Camille Pissarro, Portrait de Lise Campineanu von Édouard Manet, Tagtraum von Berthe Morisot, Ballettprobe von Edgar Degas und Porträt des Richard Gallo von Gustave Caillebotte gehören. Von den Spätimpressionisten besitzt das Museum die Gemälde Faaturuma von Paul Gauguin und Olivenhain des in Frankreich wirkenden Niederländers Vincent van Gogh. Weitere Arbeiten französischer Künstler des 19. Jahrhunderts sind die pointillistischen Bilder Studie zu den Badenden von Asnier von Georges Seurat und Chateau Gaillard, gesehen von Antibes von Paul Signac.
Beispiele englischer Malerei des 19. Jahrhunderts sind das Porträt Emily St. Clare als Bacchantin von John Hoppner, das Portrait of Mrs. William Lock of Norbury von Thomas Lawrence, The Dell at Helminghan Park von John Constable und Interior of the Gold Room von Anna Alma-Tadema. Darüber hinaus verfügt das Museum über einen größeren Bestand von Zeichnungen dieser Zeit, darunter Arbeiten von Honoré Daumier, James Ensor, Edward Lear und Karl Friedrich Schinkel. Bedeutende Bronzeskulpturen in der Sammlung sind Herkules und Lichas von Antonio Canova, Jaguar erlegt einen Hasen von Antoine-Louis Barye oder Adam von Auguste Rodin.
Die europäische Kunst des 20. Jahrhunderts ist mit einer kleinen Werkzahl im Museum zu sehen. Vom Anfang des Jahrhunderts findet sich eine kleinere Gruppe französischer Arbeiten wie das Gemälde Mont Sainte-Victoire von Paul Cézanne, ein Seerosenbild von Monet, die Stadtansicht Straße in Sannois von Maurice Utrillo sowie das Stillleben Blumenvase des Symbolisten Odilon Redon. Hinzu kommen Arbeiten deutscher Künstler wie das Porträt des Dichters Guthmann
von Ernst Ludwig Kirchner, das Gemälde Masken von Emil Nolde, Gaberndorf Nr. 2 von Lyonel Feininger oder Pyramiden von Gizeh von Oskar Kokoschka. Weitere in der Sammlung vertretene moderne Künstler sind Juan Gris mit Kaffeemühle und Glas, Wassily Kandinsky mit Rosa mit Grau oder David Hockney mit Invented Man Revealing. Zudem zeigt das Museum verschiedene Skulpturen des 20. Jahrhunderts wie Große Badende von Pierre-Auguste Renoir, Ile de France von Aristide Maillol, Der Berserker von Ernst Barlach, Badender von Jacques Lipchitz und Porträt der Nancy Cunard von Constantin Brâncuși.

### Amerikanische Kunst

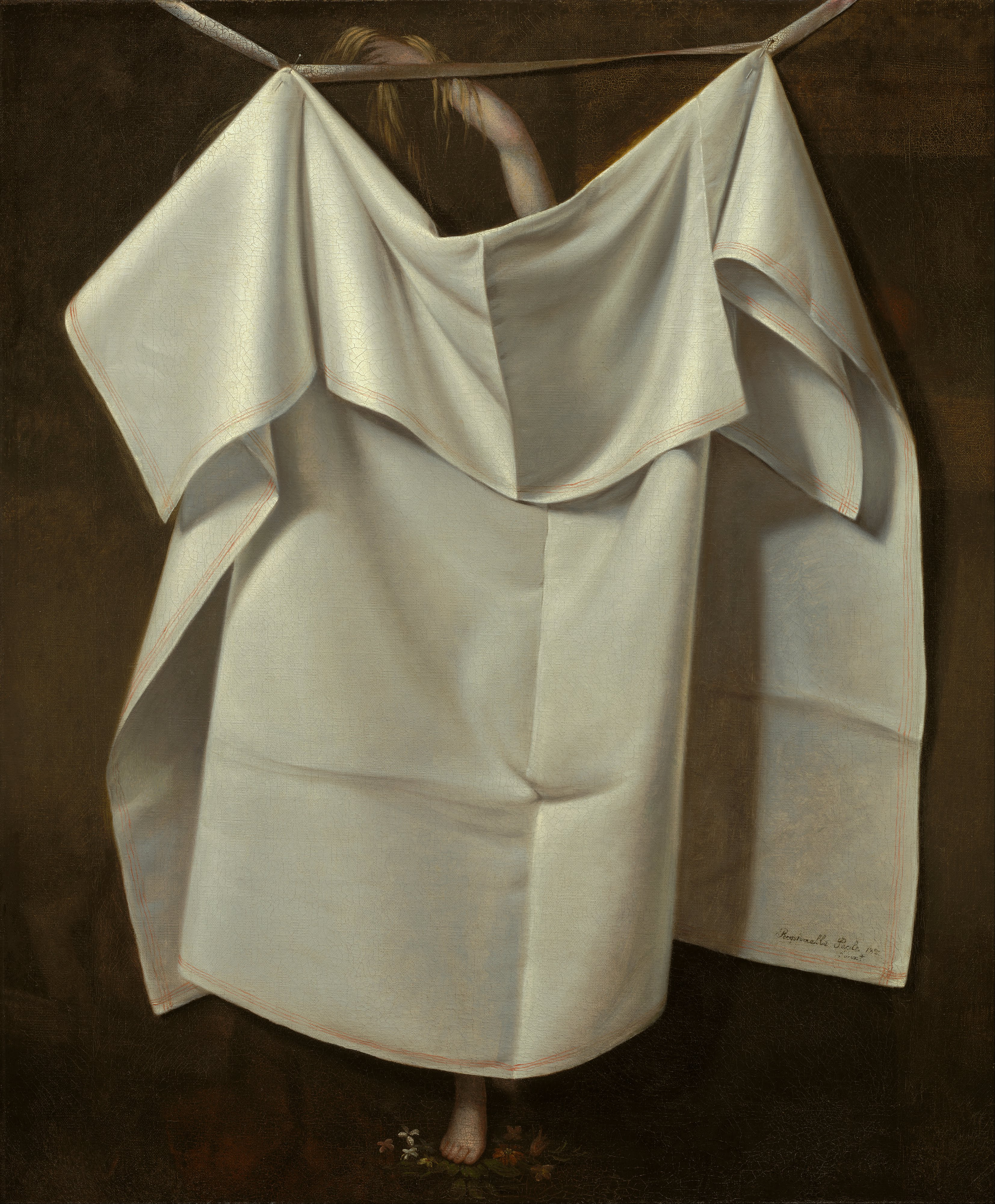
Raphaelle Peale: Venus Rising from the Sea - A Deception (After the Bath), 1823

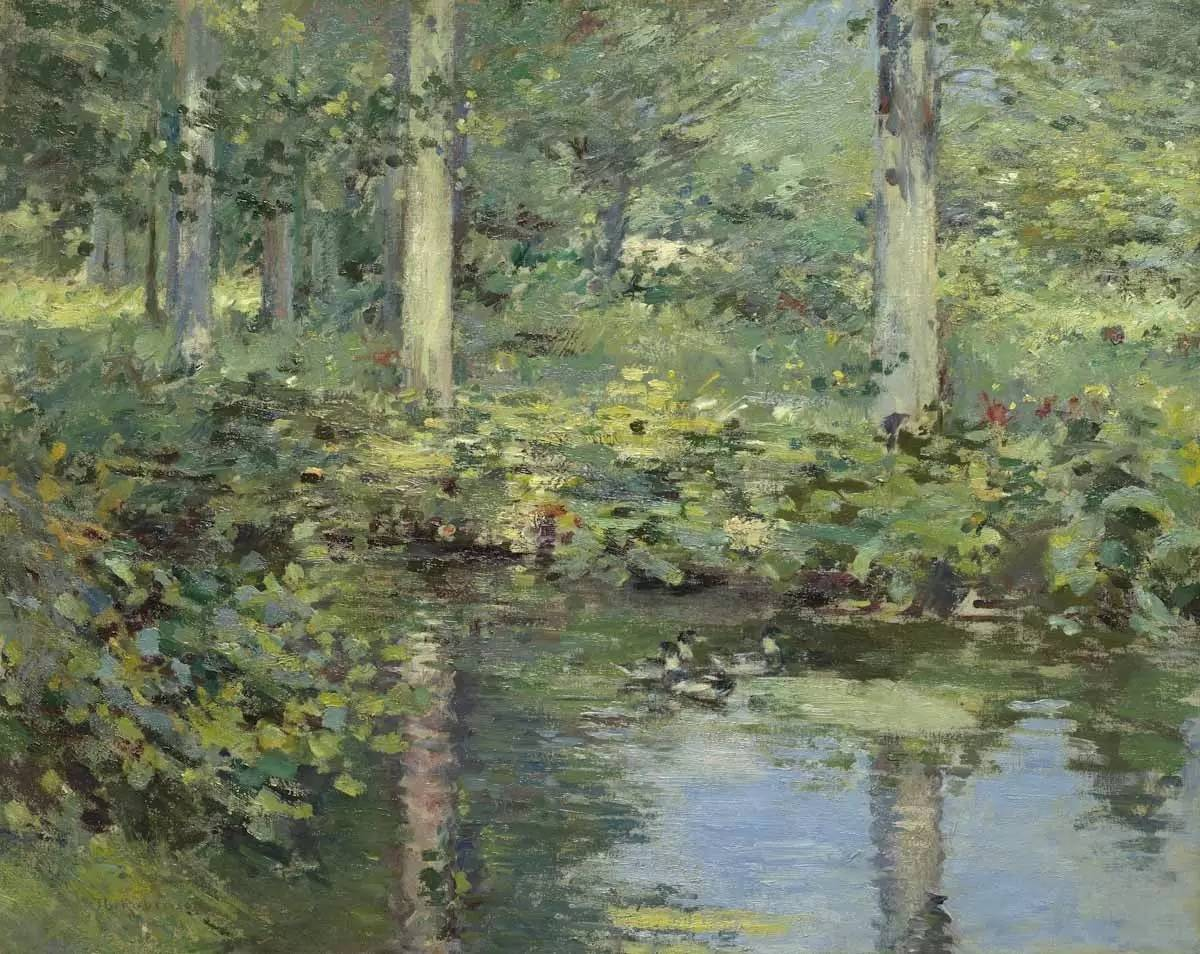
Theodore Robinson: The Duck Pond, 1891

Zu der frühesten Werken amerikanische Malerei im Museum gehört das um 1758 entstandene Gemäldepaar Portrait of Mr. John Barret und Portrait of Mrs John Barrett von John Singleton Copley. Weitere frühe Arbeiten sind Portrait of Mr. and Mrs. John Custance von Benjamin West, Portrait of the Right Honorable John Forster und Portrait of Dr. William Aspinwall von Gilbert Stuart und Venus Rising from the Sea - A Deception von Raphaelle Peale. Von der Mitte des 19. Jahrhunderts datieren die Bilder Canvassing for a Vote und Fishing on the Mississippi von George Caleb Bingham oder Woodland Waterfall von John Frederick Kensett. Landschaftsmalerei findet sich in den Gemälden Jerusalem from the Mount of Olives von Frederic Edwin Church, Gloucester Harbor von Winslow Homer, Marsh Scene von Martin Johnson Heade, Schooner Close-Hauled von Alfred Thompson Bricher oder The Hudson River at Milton von George Inness. Altmeisterlich im Stil niederländischer Maler des 17. Jahrhunderts zeigt Severin Roesen sein Stillleben Two-Tiered Still Life von 1867. Ein typisches Beispiel für die Wildwestmalerei des Frederic Remington ist sein Gemälde Teaching a Mustang Pony to Pack Game.
Beispiele für die Malerei des amerikanischen Impressionismus sind The Duke Pond von Theodore Robinson, Sonata von Childe Hassam, At the Theater von Mary Cassatt oder Beach Scene von William Merritt Chase. Aus gleicher Zeit stammt das Portrait of Mrs. Cecil Wade von John Singer Sargent. Amerikanische Kunst vom beginnenden 20. Jahrhundert ist in der Sammlung vertreten durch Arbeiten wie Portrait of Monsignor James P. Turner von Thomas Eakins, Frankie, the Organ Boy von George Bellows, Castle Island von Maurice Prendergast oder Portrait of an Irish Boy von Robert Henri. Aus den 1930er Jahren besitzt das Museum Bilder wie Apple Blossoms von Georgia O’Keeffe, Juggler von Walt Kuhn oder Light Battery at Gettysburg von Edward Hopper.
Abstrakter Expressionismus als typische Ausdrucksform der amerikanischen Kunst nach dem Zweiten Weltkrieg findet sich in den Werken Boudoir und Woman IV von Willem de Kooning, Number 6, 1952 von Jackson Pollock, Space Ritual No. 6 von Mark Tobey, No. 10 von Ad Reinhardt, Turin von Franz Kline, Untitled von Ellsworth Kelly oder Untitled No. 11, 1963 von Mark Rothko. Hieran schließen sich Arbeiten der Pop Art wie Baseball von Andy Warhol, Still Life No. 24 von Tom Wesselmann und Tracer von Robert Rauschenberg an. Weitere amerikanische Künstler wie Charles Sheeler mit Conference No. 1, Larry Rivers mit Berdie with the American Flag, Andrew Wyeth mit Battleground, James Rosenquist mit Venturi and Blue Pinion oder der Hyperrealist Richard Estes mit Central Savings finden sich ebenfalls in der Sammlung.
Darüber hinaus zeigt das Museum bildhauerische Werke wie Switches Sketch von Claes Oldenburg, Large Stack von Donald Judd, Horse von Deborah Butterfield oder The Crommelynck Gate with Tools von Jim Dine. Zudem sammelt das Museum Arbeiten namhafter Fotografen wie Alfred Stieglitz, Walker Evans oder Ansel Adams. Im Bereich des amerikanischen Kunsthandwerks finden sich Möbel aus der Zeit der Unabhängigkeitserklärung sowie Porzellan und Silberarbeiten vom Ende des 19. Jahrhunderts.

### Fotografie
2006 schenkte das Unternehmen Hallmark dem Museum die Hallmark Photographic Collection, die bedeute Arbeiten aus der Geschichte der Fotografie von 1839 bis in die Gegenwart umfasst. Schwerpunkte der Sammlung sind beispielsweise Werke von US-amerikanischen Fotografen wie Southworth & Hawes, Carleton Watkins, Timothy O’Sullivan, Alvin Langdon Coburn, Alfred Stieglitz, Dorothea Lange, Homer Page, Harry Callahan, Lee Friedlander, Andy Warhol, Todd Webb, Manuel Rivera-Ortiz oder Cindy Sherman. Das Museum enthält damit eine der wichtigsten Fotografiesammlungen der Welt.